# La República (Uruguay)
La República es un diario uruguayo de circulación nacional que se edita en Montevideo, fundado el 3 de mayo de 1988 por Federico Fasano Mertens.

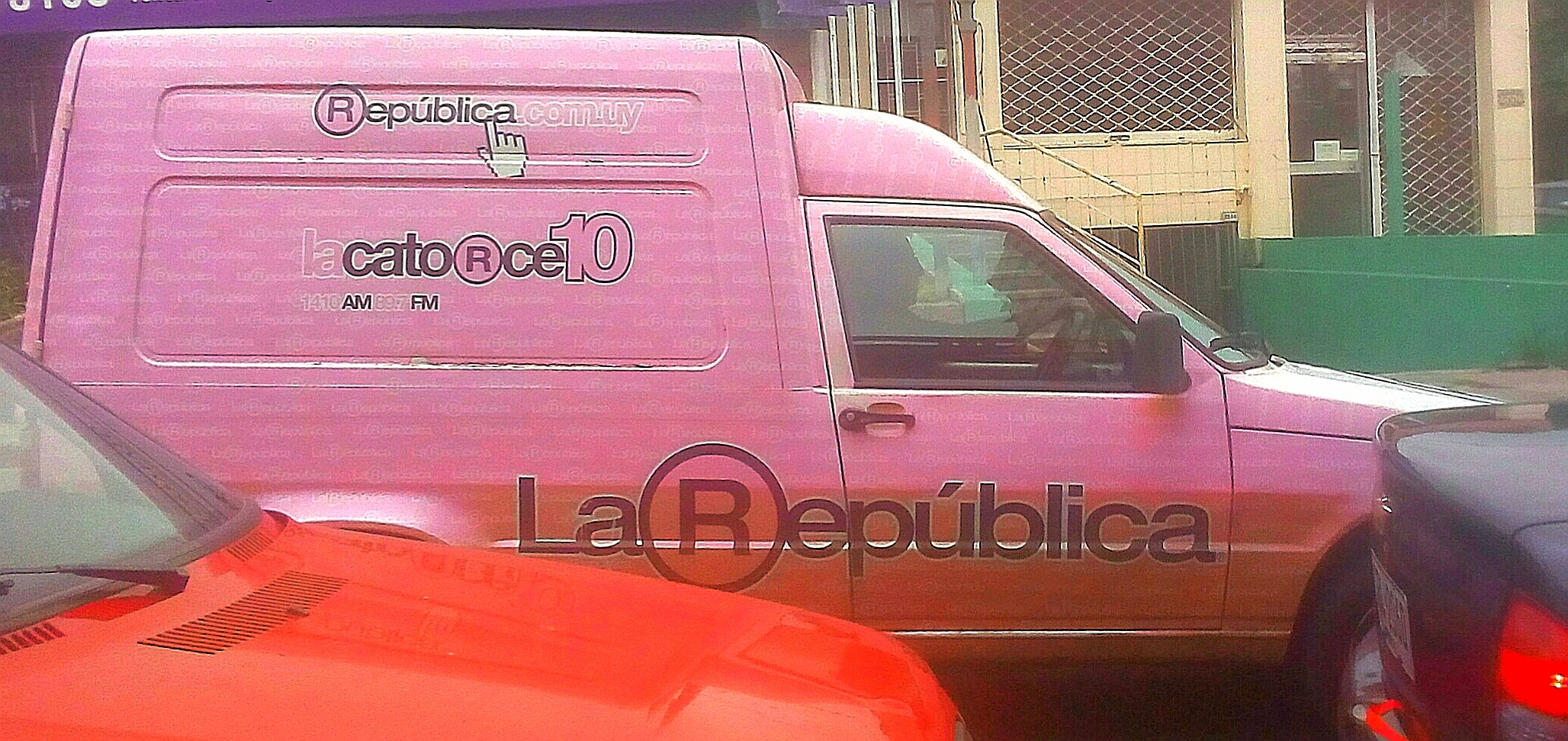
Vehículo del Multimedios La República

## Historia
El proyecto La República comenzó a gestarse en 1984, poco tiempo antes del derrocamiento democrático del gobierno dictatorial que, en ese entonces, gobernaba a Uruguay, según cuenta el actual director del diario en una entrevista realizada en 2019. Finalmente, el susodicho proyecto vio la luz el 3 de mayo de 1988, día en que salió la primera edición impresa de La República.
En agosto de 1988 salió el primer número de «La República de las Mujeres», un suplemento de 12 páginas endosado al diario ininterrumpidamente todos los domingo, hasta el año 2018, el cual era dirigido por la periodista Isabel Villar.

## Dificultades econónomicas
El 26 de enero de 2012, la Asociación de la Prensa Uruguaya difundió una información donde se aseguraba el cierre del diario, así como el de empresas relacionadas como la estación de radio «1410 AM Libre» (hoy llamada «LaCatorce10») y «TV Libre» (hoy RTV). A principios del siguiente mes de febrero, la organización desmintió este trascendido difundido, alegando que representantes del multimedios habían concurrido días atrás al Ministerio de Trabajo dejando de manifiesto sus anhelos de no cerrar ninguna de las empresas integrantes del grupo, así como no eliminar ningún puesto de trabajo. Sin embargo, en enero la empresa editora del diario había informado que se habían enviado a 22 trabajadores del mismo al seguro de paro.
El 6 de marzo de 2012, el periódico volvió a ser noticia. La empresa UTE, proveedora de energía eléctrica en Uruguay, interrumpió el suministro del servicio al diario y a los demás medios del grupo empresarial. A la estación «1410 AM Libre» ya había tenido un primer corte en enero. La República acusó al directorio de la empresa estatal de adoptar una medida que calificó de «injusta», «inédita en el país para un medio de comunicación» y de no haber tomado esta decisión «incluso cuando UTE era accionista de diarios como El Día, El Diario o La Mañana».

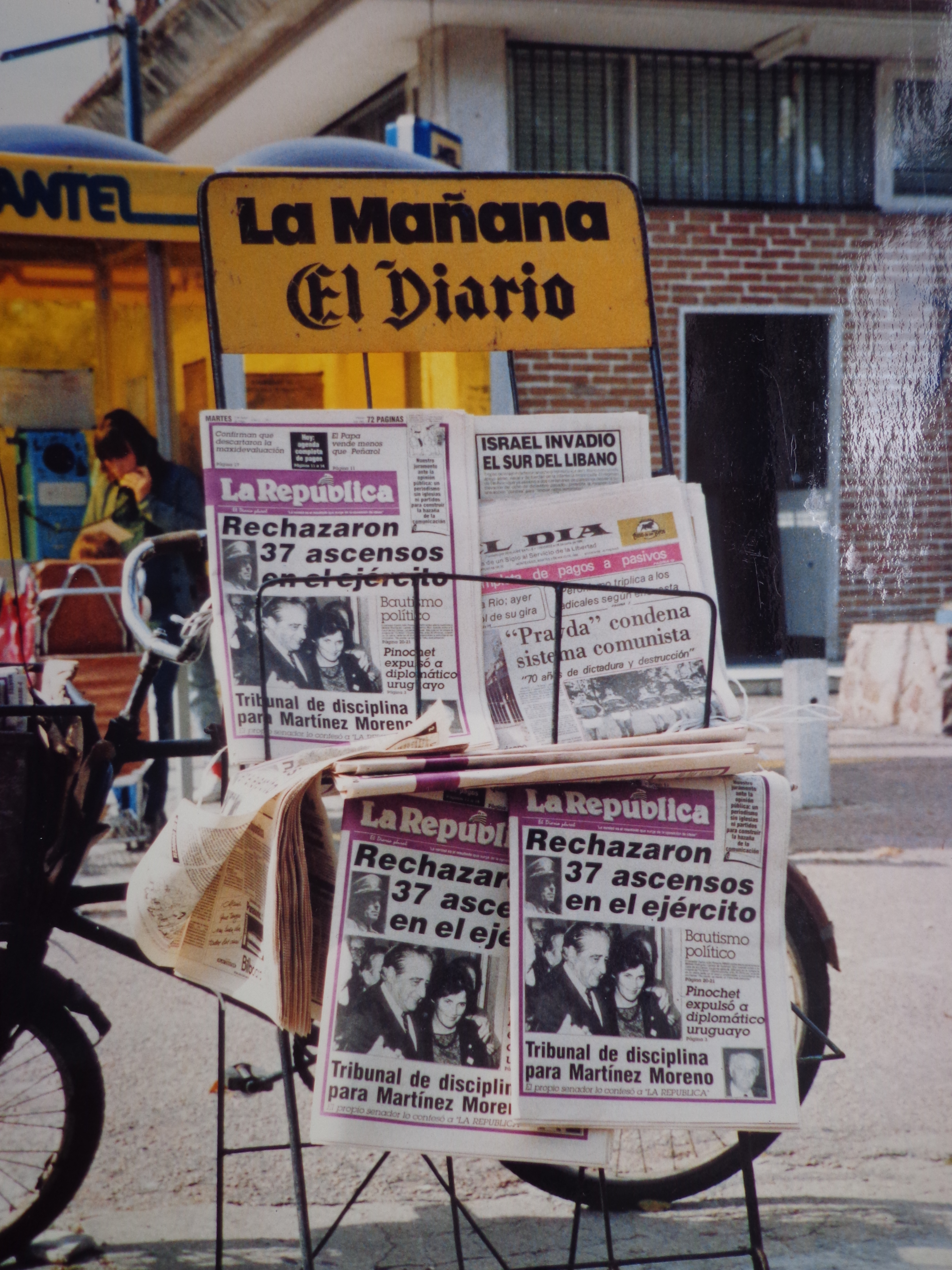
Primera edición de La República, el 3 de mayo de 1988, en un puesto de periódicos

## Accionistas
El 60% de la participación accionaria del diario pertenecía desde 2011 a un grupo empresarial argentino llamado «ICK» encabezado por Gustavo Yocca y Miguel Jorge, propietario en Argentina de diversos medios de comunicación, si bien Fasano Mertens se mantuvo como director de contenidos periodísticos, incluso después de la compra. Los nuevos dueños del diario anunciaron, en una charla con su personal, que con la compra se buscaba «aggiornar la ideología y los contenidos» del periódico. La transferencia se hizo por un valor de 1 millón de dólares estadounidenses, equivalente a la porción del paquete accionario de la empresa adquirido por «ICK».
En octubre de 2015, el principal accionista del diario, Gustavo Yocca, fue detenido por la Interpol cuando estaba a punto de abordar un vuelo con destino la ciudad de Buenos Aires. El motivo fue el no pago de los aportes legales de seguridad social al BPS de los trabajadores de La República. Sin embargo, días después fue liberado, ya que se comprometió a cumplir con el pago de las deudas.
El día 1 de febrero de 2019 a las 9 de la mañana, y en medio de la crisis que azolaba al grupo, el diario La República y el resto de las empresas que conforman el Multimedios La República: RTV, «LaCatorce10», FM 89.7, Imprenta Gráfica Berchesi y la agencia de publicidad Pintelco, se presentaron a concurso de acreedores. En abril del mismo año, asumieron los nuevos propietarios de las empresas anteriormente mencionadas, comenzando así, un período de transición entre ambas administraciones.
El 27 de agosto de 2019, La República denunció que había sido víctima de las conocidas noticias falsas. Un dominio web de origen estadounidense, que replicó de manera exacta el diseño de la página del diario, entre otras noticias, afirmaba que el ministro de economía y finanzas uruguayo, Danilo Astori se había vuelto millonario, a través de supuestas inversiones en criptomonedas.
Actualmente, el periódico lleva más de 10 000 números publicados. Cuenta también con el suplemento deportivo Tribuna.

## Posición ideológica
El diario siempre fue asociado fuertemente con la centro izquierda política uruguaya, en especial con el partido Frente Amplio, si bien La República su eslogan afirma que se trata de un diario ideológicamente «plural», su director, Néstor Molina Díaz, en 2019 aclaró:

«Si alguien hace 31 años me hubiera dicho que el nuestro se convertiría en el primer diario de izquierda latinoamericano en mantenerse en los kioscos durante tanto tiempo… me hubiera sonreído también».
Néstor Molina Díaz, 3 de mayo de 2019

A pesar de ésto, la dirección del periódico se caracterizó siempre por reprimir y explotar a sus empleados, persiguiendo y neutralizando cualquier intento de agrupación sindical. Estos comportamientos contradicen la ideología de izquierda la cual apoya al trabajador y su libertad de asociación.